# خرطوم متفجر
الخراطيم المتفجرة هي سلاح لا يحتاج إلى أي توجيه، يصنع من الخراطيم البلاستيكية التي تحشى بالمتفجرات والمواد المشتعلة، ويبلغ طول الخرطوم الواحد عشرة أمتار فما فوق.
وتتصف هذه الخراطيم بأنها شديدة الانفجار، خاصة أنها تحتوي مواد متفجرة كالسيفور وتي أن تي، إضافة إلى صواعق وخردوات تتحول إلى شظايا قاتلة عند الانفجار.